# Michele Arnaboldi

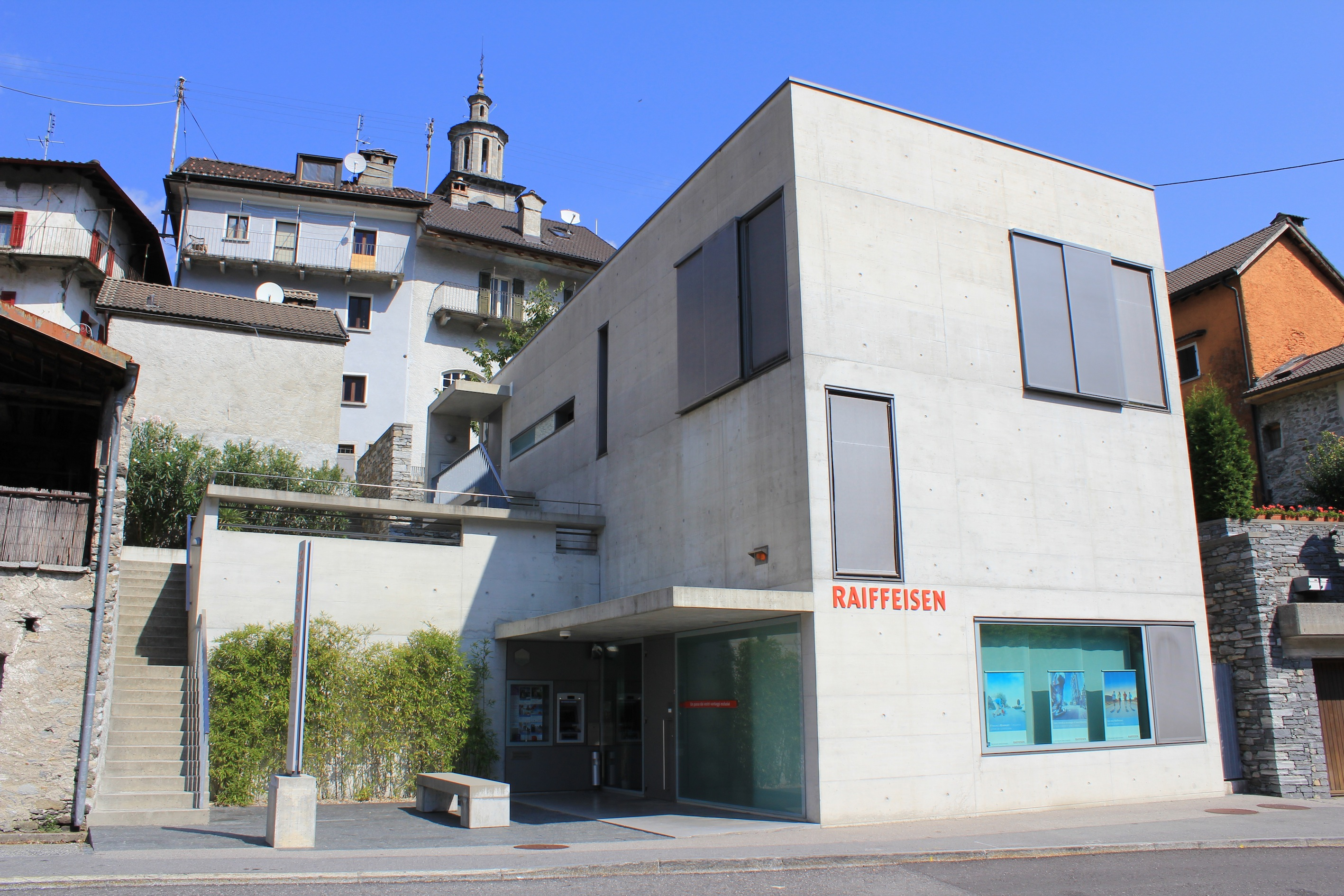
Michele Arnaboldi, Raiffeisenbank, Intragna

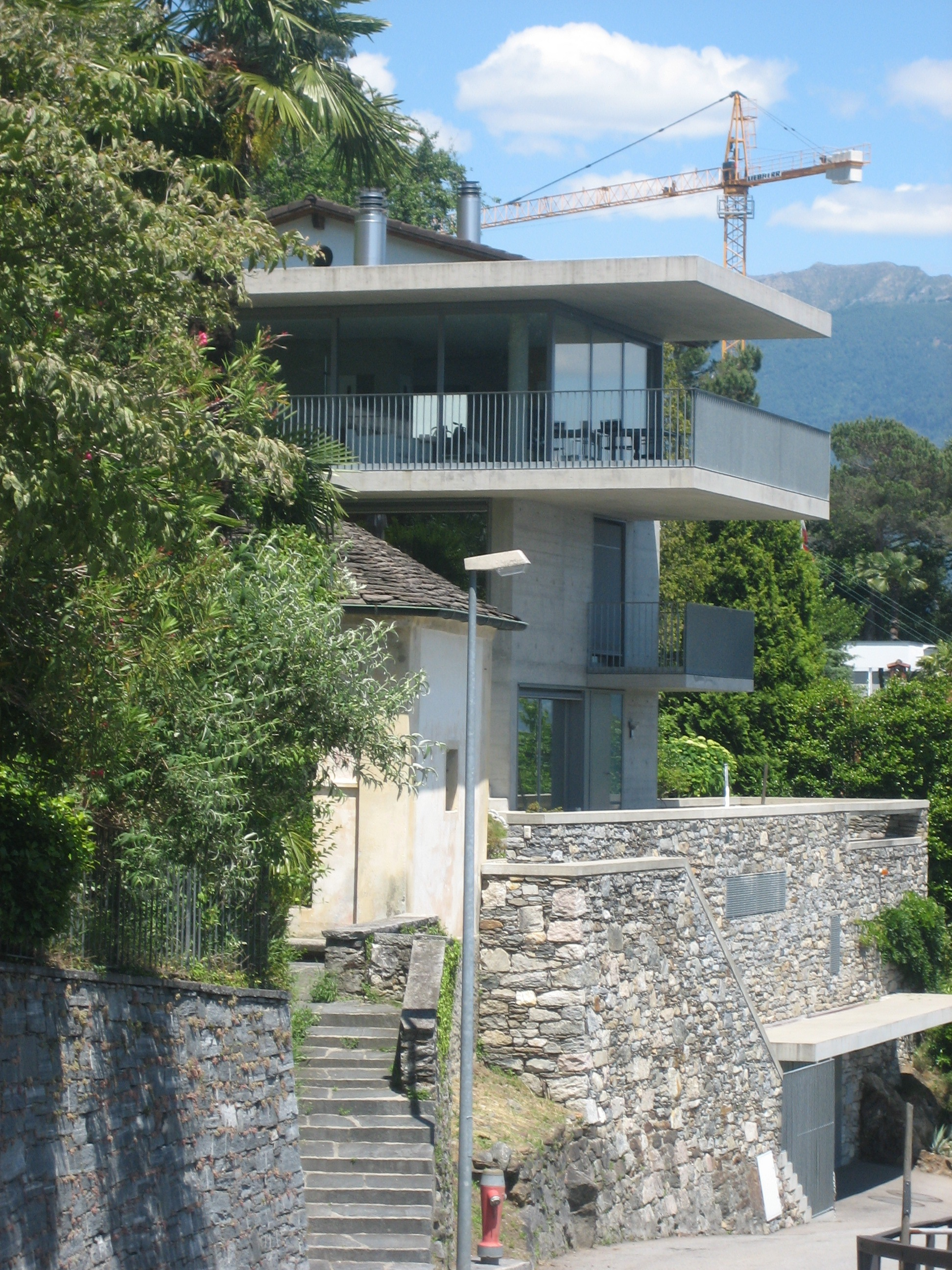
Casa Thür, Brissago

Michele Arnaboldi (* 1. Juli 1953 in Ascona; † 20. März 2024 in Minusio) war ein Schweizer Architekt und Akademieprofessor.

## Werdegang
Michele Arnaboldi war als Jugendlicher und Student Kunstturner und war 1976 Ersatzmann mit der Schweizer Nationalmannschaft zu den Olympischen Spielen in Montreal. Er studierte von 1972 bis 1979 an der ETH Zürich und arbeitete nach dem Diplom von 1979 bis 1985 bei Luigi Snozzi in Locarno. Von 1982 bis 1985 war er darüber hinaus auch als Hochschulassistent und von 1986 bis 1992 Diplombetreuer bei Dolf Schnebli an der ETH Zürich. 1985 gründete Arnaboldi ein Architekturbüro in Locarno. Michele Arnaboldi lehrte 1994 als Gastprofessor an der Washington University in St. Louis und gab Vorlesungen und Seminare an verschiedenen Hochschulen in Deutschland und Italien, unter anderem beim Hamburger Stadtentwicklungsforum, der Europäischen Sommerakademie in Weimar, dem Politecnico di Milano, dem Politecnico di Bari sowie am "Internationalen Architekturseminar in Monte Carasso" CH teil.
2002 wurde er Dozent an der Accademia di Architettura di Mendrisio und war von 2009 bis 2023 als Professor an der AAM. Von 2010 bis 2013 war er Direktor des Forschungsprojekts PNR65 „Öffentlicher Raum in der Tessiner Stadt von morgen“ an der AAM, seit 2014 war er Direktor des Ticino Lab-Ti an derselben Fakultät.
1986 wurde er Mitglied der FAS Ticino des Bund der Schweizer Architekten, von 1993 bis 2005 war er Mitglied der Commissione Bellezze Naturali CBN des Kantons Tessin, ab 1998 war er Mitglied des Federazione svizzera degli urbanisti FSU und von 1999 bis 2001 des Redaktionsausschusses Werk, Bauen + Wohnen. Er war Mitglied zahlreicher nationaler und internationaler Jurys und hielt seit 1993 zahlreiche Vorträge in der Schweiz, Deutschland, Italien, Spanien, Österreich, den USA, Frankreich und den Vereinigten Arabischen Emiraten. Im Jahr 2008 erschien die erste Monografie, die den Werken des Büros gewidmet ist.
Michele Arnaboldi saß 2007 neben Valentin Bearth in der Jury für das Schulhaus Grono von Raphael Zuber.

## Wirken
Michele Arnaboldi zählte neben Raffaele Cavadini, Bonetti e Bonetti, Guidotti Architetti und Stefano Moor zu den wichtigsten Vertretern der jungen Generation der Tessiner Architekturschule. In seiner Entwurfshaltung demonstrierte Arnaboldi eine grosse Nähe zu Luigi Snozzi. Auch er sieht in seinen häufig in Sichtbeton ausgeführten, geometrisch klaren Bauten keine autonomen Objekte. Vielmehr sind das Bauten für einen bestimmten Ort und die daraus abgeleitete Beziehung des Gebäudes zu seinem Kontext für Arnaboldis Projekte von zentraler Bedeutung. Im Januar 2024 gewann er zusammen mit Michele Gaggini den Wettbewerb für das zukünftige Spital in Bellinzona.

## Bauten
Die Raiffeisenbank in dem Tessiner Dorf Intragna steht beispielhaft für das Einbinden einer betont modernen Sichtbetonarchitektur in einen historisch gewachsenen, dörflichen Kontext: Aussen lebt die Komposition aus Sichtbeton und Bruchsteinmauern aus Maggia Granit vom spannungsreichen Fügen dieser Materialien. Fassadenbündige Fenster durchbrechen mit ihren unterschiedlichen Formaten die Aussenhaut aus Sichtbeton und unterstreichen deren klare Geometrie. Auch im Inneren des kubischen Bankgebäudes finden sich Wände aus Sichtbeton, die Arnaboldi mit weiss verputzten Wänden ergänzte.
- 1988–1989: Casa Campiglio, Locarno-Monti
- 1989–1991: Mehrfamilienhaus Quattrini, Minusio
- 1997–1999: Casa Fornera, Ascona
- 1998–1999: Casa Regli, Brissago
- 2001–2002: Casa Storni, Lugaggia
- 2001–2002: Raiffeisenbank, Intragna
- 2001–2003: Wohnhaus und Atelier Bill, Pianezzo
- 2001–2003: Casa Thür, Brissago
- 2003–2006: Casa Pegurri, Vico Morcote